# 결의론
결의론(casuistry)이란 어떤 특정한 경우로부터 이론적 규칙들을 추출해 내거나, 확장함으로 도덕적 문제들을 해결하기 위한 이성적 추론의 과정이며, 이것을 새로운 경우에 다시 적용하는 과정도 포함한다. 
이 방법은 응용 윤리학이나 법리과정에서 주로 사용된다.  Casuistry라는 말은 라틴어인 casus(경우)에서 나온 말이다.  예수회는 결의론에 대하여 마땅히 해야 할 일을 하지 못한 것에 대한 이유 또는 변명을 찾는 것으로 정의하였다. 이에 대해 파스칼은 예수회에 대항하여 이런 과정의 남용에 대하여 경고하였다. 
하지만 청교도들은 결의론을 자신 스스로 발전시켰다. 그들에게 결의론은 어떤 사람이 그의 양심 또는 인생에 맞닥뜨린 다양한 경우들에 대해 완벽한 성경적 원리로 적용하는 도덕적 신학의 기술이었다. 
그 대표적인 예가 윌리암 퍼킨스와 윌리엄 에임스이다. 종교개혁이후 중세의 전통을 탈피하고 새로운 성경적 가르침을 생활에 적용시키는 데에 있어 그들은 새로운 결의론이 필요하였다. 하지만 결의론에 대한 기독교의 지나친 적용은 폐단을 낳기도 하였다. 신약에서는 율법주의적인 바리새인들이 율법의 세밀한 항목을 만들어 지나치게 확장함으로 본래의 의도와는 달리 지나친 형식주의로 가게 된 것이 예의다.

## 종교개혁자들의 예
울리히 츠빙글리와 장 칼뱅은 마틴루터의 이신칭의가 자칫 성도들의 삶의 방종을 가져오는 것으로 보고, 복음뿐만 아니라, 성도들의 삶을 교회의 경견의 훈련을 중요시하였다.  이것은 잘못될 수 있는 복음의 오용을 막고, 그리스도의 양을 돌보는 역할을 하기 위함이었다. 이러한 목양적 가르침이 결의론의 예이다. 

## 청교도들의 예

### 청교도 결의론의 시작
장 칼뱅의 가르침을 따라서 교회의 회원이 되는 데에는 청교도의 '양심의 경우들'로 불리는 즉, 그들의 행동이 성경적 표준에 이르지 못하면 그에 따라 적절한 훈계가 따랐다.  이러한 결의론은 케임브리지 대학교에서 만들어졌다. 제일 대표적인 목사는 리처드 그린햄이다. 그는 21년동안 그곳에서 섬겼기에, 그는 청교도 결의론의 개척자로 불린다.  또 다른 한명의 목사는 존 도드목사로 그는 '데칼로그 도드'라고 불렸다. 
리처드 로저스 (청교도)도 그 중의 하나로 '7개의 논문들'은 '양심의 경우'에 대한 가르침을 모아 놓은 작품이다.  

### 청교도 결의론의 아버지
윌리암 퍼킨스의 탁월한 목회적 돌봄은 많은 사람들이 자신을 점검하고 죄와 멀어져 회개에 이르는 삶을 살도록 하는 데에 많은 기여를 하였다.

### 청교도 결의론의 절정
윌리엄 가우지, 윌리엄 훼잇리, 로버트 볼튼은 윌리엄 퍼킨스의 뒤를 이어 결의론의 꽃을 피우게 한 작품들을 많이 배출하였다.  퍼킨스의 제자인 윌리엄 에임스는 그의 저서 '양심의 능력과 경우들'에서 실용적인 적용들을 고찰하였다. 

### 청교도 결의론의 완성
필립 헨리, 토마스 브룩스, 사무엘 하트립, 사무엘 클라크, 리차드 백스터등은 결의론에 대한 완성판을 집대성하였다.

### 청교도 결의론의 소멸
1690년대 이후 청교도 결의론은 사라지고, 아이작 와츠, 조나단 에드워즈가 등장하였지만, 그들의 작품은 방향성이 달랐다.  